# Martin Wolder Schrötteringk
Martin Wolder Schrötteringk (* 28. August 1728 in Hamburg; † 25. März 1803 ebenda) war ein deutscher Jurist und Hamburger Ratsherr.

## Herkunft und Familie
Schrötteringk war ein Sohn des gleichnamigen Advokaten Martin Wolder Schrötteringk (1687–1740) aus dessen Ehe mit Gertrud Katharina Magdalena Rantzau. Der Hamburger Arzt Friedrich Ludwig Christian Cropp (1718–1796) war sein Schwager.
1763 heiratete Schrötteringk Anna Christina Sophie Strodt (1733–1814). Sein Sohn Martin Hieronymus Schrötteringk (1768–1835) wurde Hamburger Bürgermeister.

## Leben und Wirken
Nach seiner Schulbildung an der Gelehrtenschule des Johanneums in Hamburg, studierte Schrötteringk Jurisprudenz an der Universität Leiden und promovierte dort am 9. September 1754 zum Lizenziat der Rechte.
Nach seinem Studium wirkte er als Advokat in Hamburg und wurde am 5. Dezember 1774 zum Ratsherrn gewählt.

## Werke
- Dissertatio juridica inauguralis de transactione super re judicata. Elie Luzac Jr., Leiden 1754, OCLC 633626347.
- Demonstratio theorematis parallelarum. Carl Wilhelm Meyn, Hamburg 1790, OCLC 837248072 (Digitalisat auf den Seiten der Niedersächsischen Staats- und Universitätsbibliothek Göttingen [abgerufen am 17. Februar 2015]).
- Gedanken über Quarantaine-Anstalten überhaupt und insbesondere über die Hamburgischen. Bohn, Hamburg 1794, OCLC 248536310.
- Nachricht an das Hamburgische Publikum über den wahren Verlauf einer Bausache, die demselben zum Nachtheile der Kirchspiels-Herren von St. Jacobi auf eine sehr gehässige Art vorgestellt worden. Hamburg 1794.